# Žalm 79
Žalm 79 („Bože, vtrhly pronárody do dědictví tvého“) je biblický žalm. V překladech, které číslují podle Septuaginty, se jedná o 78. žalm. Žalm je nadepsán těmito slovy: „Žalm pro Asafa.“ Podle některých vykladačů toto nadepsání znamená, že žalm byl určen pro to, aby jej zpívali v Chrámu k tomu určení zpěváci z Asafova rodu.